# Нортистерн Манитулин и Ајлендс
Нортистерн Манитулин и Ајландс (енгл. Northeastern Manitoulin and the Islands) је градић у Канади у покрајини Онтарио. Према резултатима пописа 2011. у граду је живело 2.706 становника.

## Становништво
Према резултатима пописа становништва из 2011. у граду је живело 2.706 становника, што је за 0,2% мање у односу на попис из 2006. када је регистровано 2.711 житеља.
| 2006. | 2011. |
| ----- | ----- |
| 2.711 | 2.706 |